# جوسيف برينر
جوسيف برينر هو سياسي ألماني، ولد في 8 سبتمبر 1899 في Niederfischbach ‏ في ألمانيا، وتوفي في 3 مايو 1967 في كوبلنتس في ألمانيا. نشط حزبياً في الحزب النازي والاتحاد الديمقراطي المسيحي وحزب الوسط. وقد انتخب عضو مجلس الشورى الموحد في راينلاند بالاتينات ‏ وانتخب عضو في البوندستاغ الألماني خلال فترته النيابية ‏ (5 مايو 1957 – 6 أكتوبر 1957).